# Pont Winston-Churchill
Le pont Winston-Churchill est un ouvrage d'art franchissant le Rhône à Lyon, en France. Il honore l'homme d'État britannique Winston Churchill (1874-1965).

## Histoire

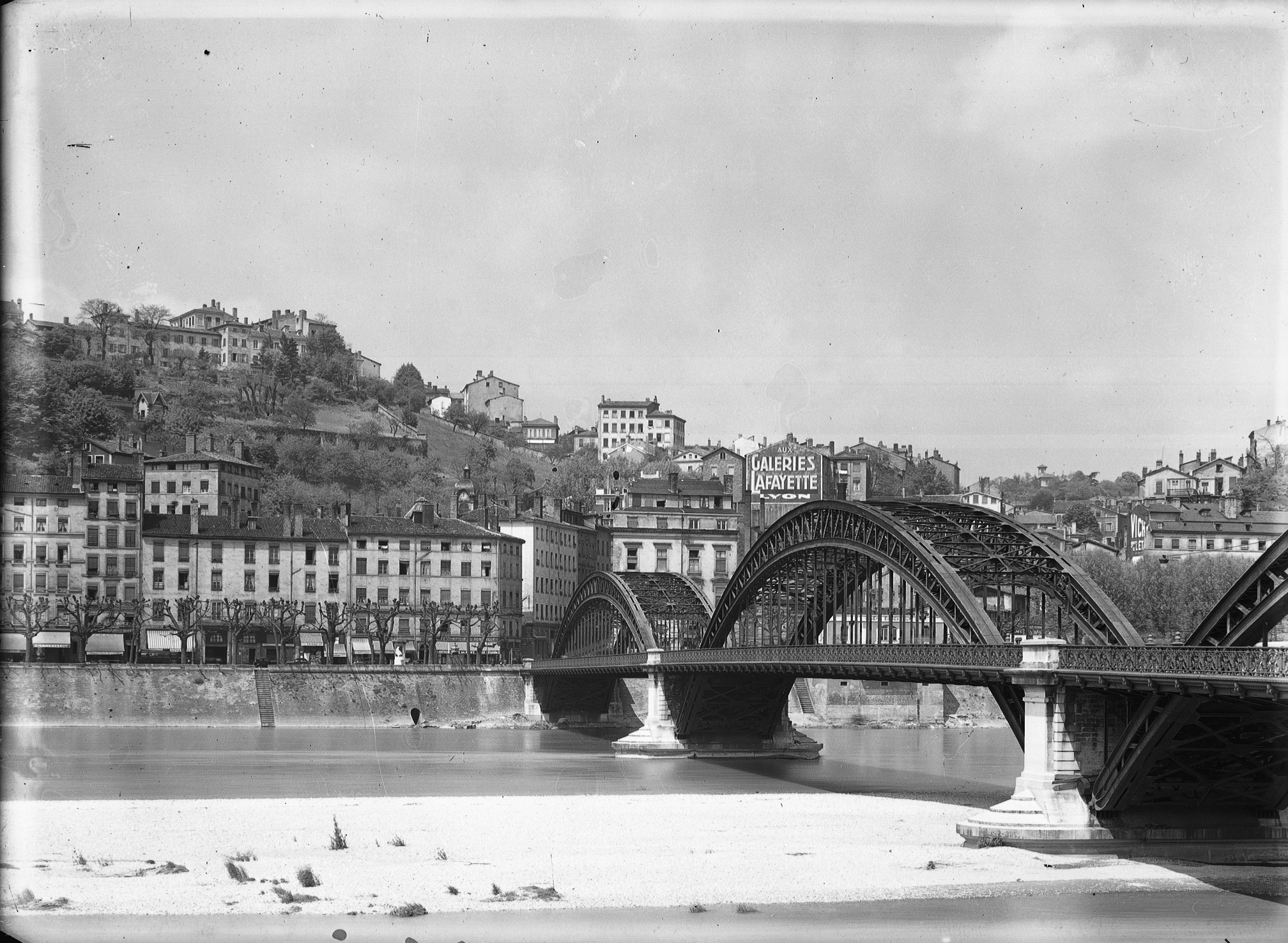
L'ancien pont de la boucle vu depuis la rive gauche, en 1930.

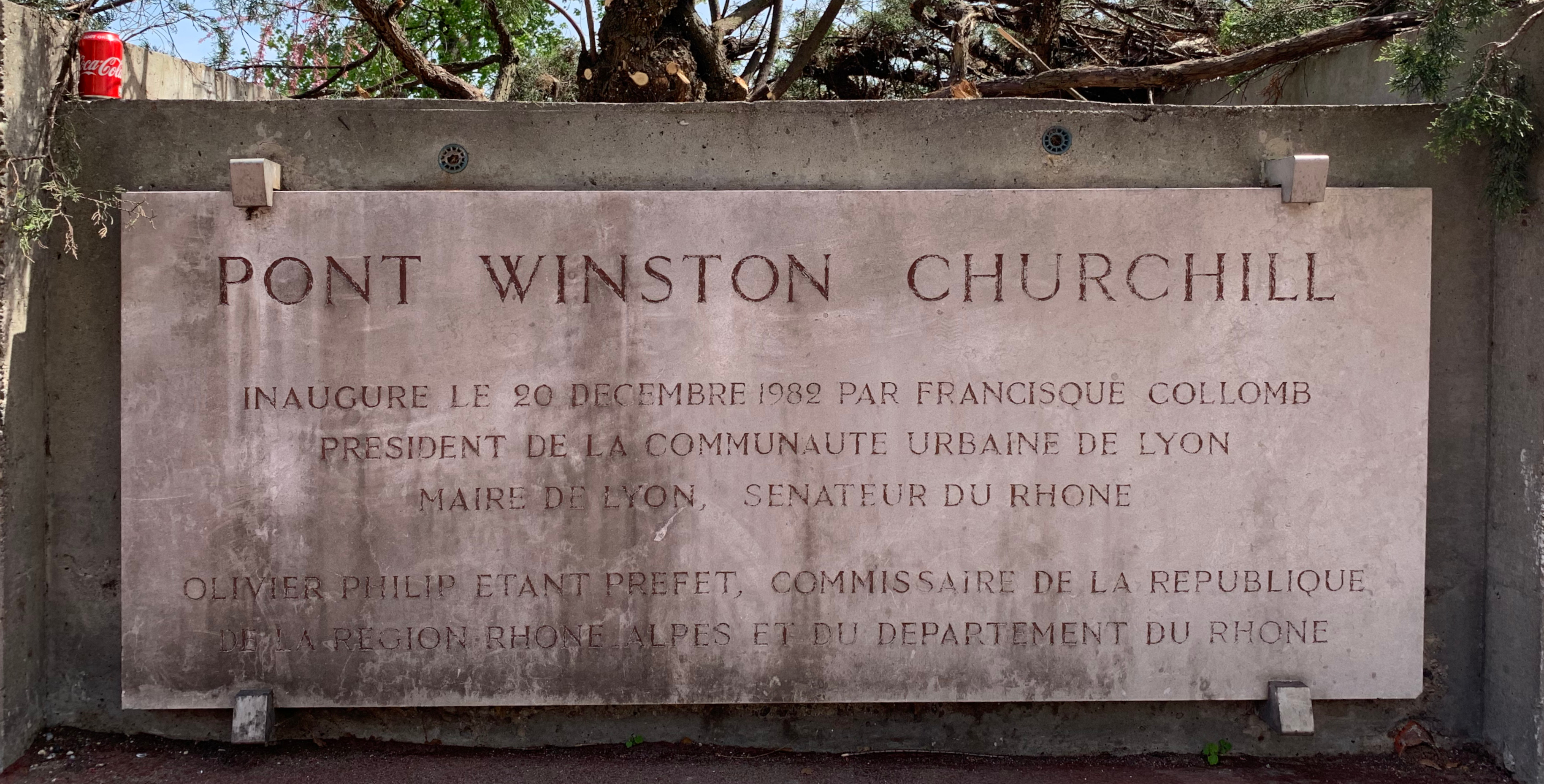
Plaque de l'inauguration du pont le 20 décembre 1982.

Pont de la Boucle vers 1900.

En 1862, le Maréchal de Castellane fait construire à titre provisoire un pont de bateaux afin de relier le Grand-Camp (La Doua) au camp de Sathonay.
Ce pont est aussi appelé familièrement pont de la Boucle, son ancien nom, par les Lyonnais.
Une passerelle métallique à péage est ouverte au public le 15 août 1873. Sa conception est jugée « déplorable ». Le 22 mai 1875, un radeau descendant le Rhône emporte deux arches sur les neuf que comporte la passerelle. Elle est définitivement abandonnée.
Le nom de pont de la Boucle donné à cette passerelle dès 1872 et par la suite à son successeur était emprunté à celui de la place et de la montée de la Boucle, situées à son débouché sur le cours d'Herbouville, toponymes utilisés au moins depuis 1810. La place de la Boucle (actuelle place Adrien Godien) devait son nom à la présence d’un établissement appelé « auberge de la Boucle », hôtellerie réputée sous le Premier Empire,.
Le 2 mai 1898, l'ingénieur des Ponts et Chaussée Ernest Fabrègues et son directeur, le célèbre Résal, signent le projet d'un Pont métallique à trois arches en acier de 10,80 m de largeur, silhouette inhabituelle à Lyon. Les trois arcs métalliques ont respectivement 85, 90, 85 m d'ouverture. Le génie civil (caissons à l'air comprimé) est réalisé par la Compagnie de Fives Lille ; les superstructures métalliques sont réalisées par la Société Française de Construction Mécaniques. L'ouvrage est ouvert à la circulation le 1er janvier 1904; mais le maire Victor Augagneur ne l'inaugure pas par suite de son esthétique jugée douteuse. Il est long de 280 m, avec une largeur faible de 10,80 m pour seulement 5,40 m de chaussée, encadrée par deux trottoirs de 2,70 m. Cette étroitesse provoquera plus tard d'importants embouteillages. Il ne supporte plus qu'un tonnage limité à 7,5 tonnes, ce qui est très insuffisant pour les besoins de la circulation.
Les deux arches Rive Droite sont détruites par l’armée allemande le 2 septembre 1944. Les entreprises Traverse Frères et Lamoret les relèvent en 1947. Le 28 janvier 1966 (par délibération municipale), le maire Louis Pradel le dénomme officiellement pont Winston-Churchill en l’honneur de Winston Churchill.
En 1978, la construction d’un nouvel ouvrage est confiée à Gilbert Lamboley entouré des architectes Jean Cottin et Bruno d'Yvoire. C'est un pont en béton précontraint construit en encorbellement; transversalement il est constitué de deux caissons et sa largeur totale est de 28 mètres. Il supporte 7 voies de circulation de 3 mètres et deux trottoirs de 3,5 mètres. Il franchit la brèche d'un seul jet avec une travée centrale de 110 mètres et deux travées de rive de 75 mètres.
La construction a été menée à bien par le groupement Société Générale d'Entreprises - Grands Travaux de Marseille.
Il a été inauguré le 20 décembre 1982 par le maire Francisque Collomb.

## Sources
- Cet article est partiellement ou en totalité issu de l'article intitulé « Ponts de Lyon » (voir la liste des auteurs).